# Abendgymnasium Köln
Das Abendgymnasium Köln (amtliche Bezeichnung Abendgymnasium – Weiterbildungskolleg der Stadt Köln) ist als Weiterbildungskolleg in städtischer Trägerschaft eine Bildungseinrichtung mit dem Ziel, Erwachsenen auf dem zweiten Bildungsweg die Möglichkeit zur nachträglichen Erlangung von Fachhochschulreife sowie allgemeiner Hochschulreife zu bieten.

## Geschichte
Das Abendgymnasium wurde am 15. Mai 1928 als „Städtische Höhere Abendschule“ gegründet und ist damit eines der ältesten Abendgymnasien in Deutschland. Der Schulbetrieb zwischen Gründung und Ende des Zweiten Weltkriegs gilt als dokumentarisch nicht belegt.
Am 1. Oktober 1949 wurde die Schule unter der Leitung von Walter Flemming erneut eröffnet.
Das Abendgymnasium teilte sich ein Gebäude mit dem Leonardo-da-Vinci-Gymnasium Köln-Nippes in der Blücherstraße 15–17 in Köln-Nippes. Der Umzug in das jetzige Gebäude in der Gereonsmühlengasse 4 erfolgte 1989.
Im September 1998 nahm die Abendschule Bergheim als Teilsystem des Abendgymnasiums Köln in den Räumlichkeiten des Gutenberg-Gymnasiums ihren Betrieb auf. Anders als am Kölner Abendgymnasium selbst werden neben Fachhochschulreife und Abitur auch der Hauptschulabschluss und die Fachoberschulreife angeboten.
Ebenfalls 1998 wurden erstmals Kurse zur Erlangung von Hauptschulabschluss, Fachoberschulreife und Fachhochschulreife in der JVA Köln angeboten. Gefangene können seitdem unter bestimmten Voraussetzungen an den koedukativen Unterrichtsangeboten teilnehmen. Eine solche Koedukation in Haft ist einmalig in NRW.
Seit 2002 bietet das Abendgymnasium auch das Abitur online an. Der Unterricht teilt sich in diesem System auf 10–11 Wochenstunden Präsenzunterricht (i. d. R. 2 Abende) und eine Distanzphase auf, in der mit Hilfe der Lernplattform moodle Bildungsinhalte im Selbststudium erlangt werden.
Zum Schuljahr 2024/25 fusionierte das Abendgymnasium Köln mit der Abendrealschule Köln, die als eigenständige Schule aufgelöst wurde, und der Schulname änderte sich zu „Weiterbildungskolleg Köln – Abendrealschule und Abendgymnasium“.

## Gebäude und Nutzung

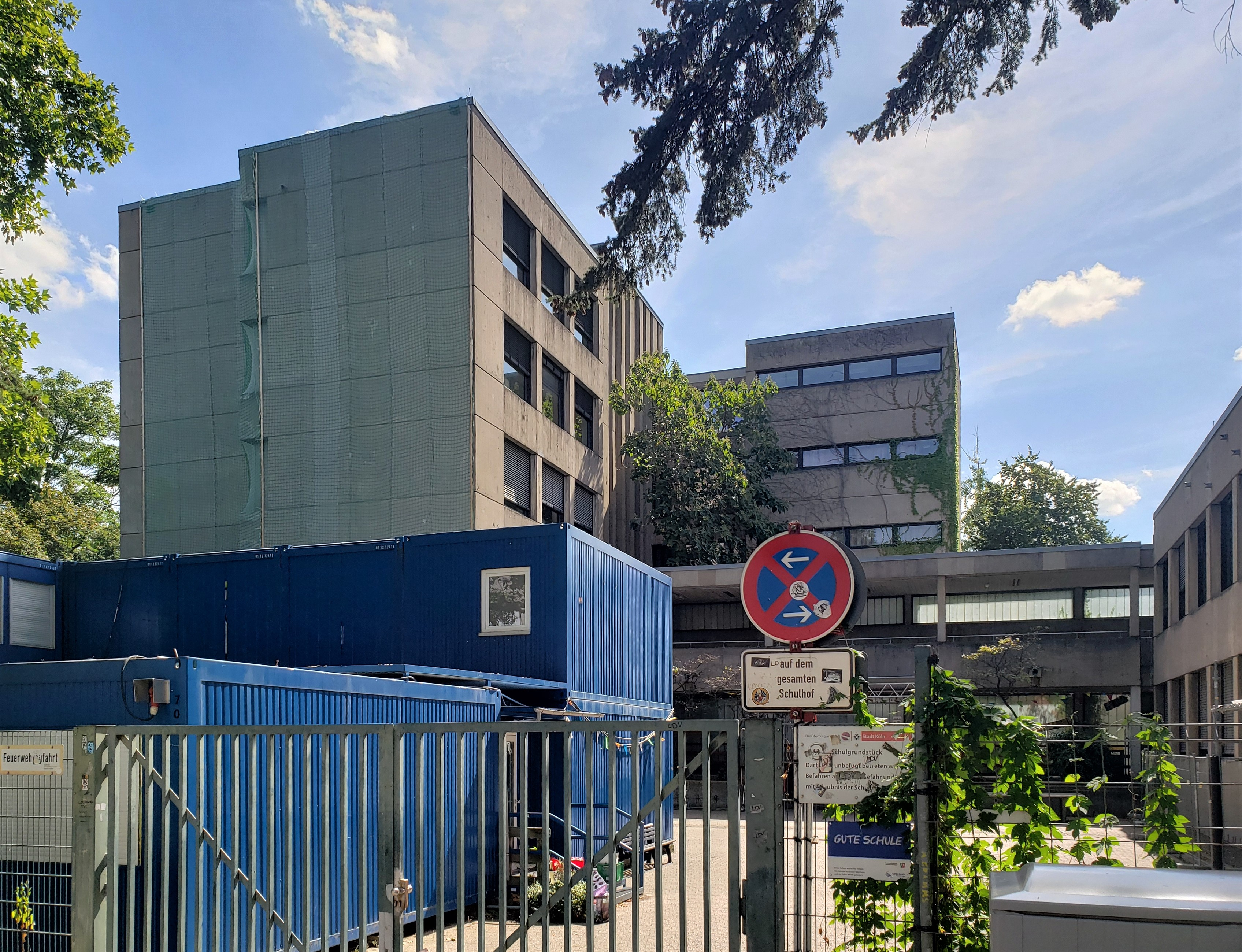
Das Abendgymnasium im August 2022. Teile der Fassade sind durch ein Netz abgesichert. Auf dem Schulhof befinden sich seit 2015 Container für die Verwaltung und das Lehrerzimmer des Hansagymnasiums

Das Schulgebäude mit seiner Lage zwischen Gereonsmühlengasse, Kyotostraße und der Wohnbebauung am Klingelpütz wurde 1966 bis 1967 nach Entwürfen der Architekten Herbert Berner und Joachim Jacobs für das Kölner Aufbaugymnasium errichtet. Aula und die achteckige Turnhalle folgten 1971 durch Herbert Berner, der Schulbetrieb lief seit dem Schuljahr 1970/71. Die vergleichsweise enge Grundstücksituation von 7.700 m² resultierte aus der Anforderung, die Schule wegen des großen Einzugsgebiets auf jeden Fall in der Innenstadt zu bauen.
Das Gebäude ist in drei Bauteilen „als solitäre Großform“ aus Betonplatten errichtet und besteht aus in die Höhe (und auch Tiefe) gebauten Kuben. Die Unterrichtsräume sind um weitläufige Flurbereiche gruppiert.
Nachdem das Aufbaugymnasium zum 1. August 1988 aufgelöst worden war, zog das Abendgymnasium 1989 als Nutzer in das Gebäude ein. Im Zusammenhang mit dem Projekt der Bildungslandschaft Altstadt Nord, einem Zusammenschluss von insgesamt sieben Bildungseinrichtungen, ist eine umfassende Sanierung des Gebäudes vorgesehen.
Seit 2015 nutzt das Hansagymnasium während der Sanierung des dortigen historischen Schulgebäudes tagsüber die Räume des Abendgymnasiums. Für die Verwaltung und das Lehrerzimmer des Hansagymnasiums wurden auf dem Schulhof Container aufgestellt.
Im August 2024 zog das Abendgymnasium in den Judenkirchhofsweg nach Köln-Deutz, da mit der Kernsanierung des Gebäudes in der Gereonsmühlengasse begonnen wurde.

## Unterrichtsangebot

### Gliederung des Ausbildungsgangs
Der Ausbildungsgang ist in Vorkurs, Einführungsphase und Qualifikationsphase gegliedert. Im sechsmonatigen Vorkurs werden die Fächer Deutsch, Mathematik, Englisch und eine weitere Fremdsprache mit jeweils vier Wochenstunden unterrichtet. Bei Bedarf wird in Deutsch zusätzlicher Förderunterricht erteilt.
In der Einführungsphase (1. und 2. Semester) werden die Fächer Deutsch, Mathematik und Englisch mit je vier Wochenstunden, Geschichte und mindestens ein naturwissenschaftliches Fach mit je zwei Wochenstunden. Die zweite Fremdsprache wird mit vier Wochenstunden unterrichtet.
Die Leistungskurse der Hauptphase (3. bis 6. Semester) werden mit fünf Wochenstunden, Grundkurse mit zwei bis drei Wochenstunden unterrichtet. Es müssen zwei Leistungskurse sowie mindestens vier Grundkurse belegt werden.

## Aufnahme
Um als Studierende am Abendgymnasium aufgenommen zu werden, müssen folgende Voraussetzungen erfüllt sein:
- Mindestalter von 18 Jahren bei Eintritt in das erste Semester
- Abgeschlossene Berufsausbildung oder zweijährige Berufstätigkeit
- Vorkenntnisse in einer zweiten Fremdsprache (diese können jedoch auch am Abendgymnasium selbst in einem Vorkurs erworben werden)

Die Aufnahme erfolgt jeweils zu Semesterbeginn (mit Ausnahme der abitur-online-nrw-Kurse, bei denen eine Aufnahme nur zu Beginn des Sommersemesters und nur in 1. bzw. 3. Semester erfolgt).

## Studierendenvertretung
Das Kölner Abendgymnasium verfügt über eine aktive Studierendenvertretung, deren Kompetenzen, bedingt durch die Volljährigkeit der Studenten, weitreichender sind als bei Schulen des ersten Bildungsweges. So ist beispielsweise die Schulkonferenz zur Hälfte aus Lehrer- und Studierendenvertretern besetzt.

## Förderverein
Der Förderverein Förderverein des Abendgymnasiums der Stadt Köln / Weiterbildungskolleg e. V. wurde 1949 gegründet.

## Persönlichkeiten

### Bekannte Lehrkräfte
- Kurt Holl
- Ingmar Brantsch

### Bekannte Absolventen
- Bilal Bahadır, Filmregisseur und Drehbuchautor
- Hans Benninghaus, Soziologe
- Nora Düding, Schauspielerin[11]
- Stefan Franz, Schauspieler[12]
- Dieter Höss, Schriftsteller[13]
- Frank Grobe, Politiker (AfD) und Historiker
- Edgar Leciejewski, Künstler
- Hans Reischl, Vorstandsvorsitzender der Rewe Group 1977–2004[14][15]
- Hans M. Schmidt, Kunsthistoriker[16]
- Mathias Wünsche, Schriftsteller und Musiker[17]